# Шавей-Цион
Шаве́й-Цио́н (ивр. שבי ציון‎) — мошав в Северном округе Израиля. Входит в состав регионального совета Мате-Ашер.

## История
Основан 13 апреля 1938 года при британском мандате евреями из Южной Германии (основная группа — из деревни Рексинген) по принципу стена и башня за одну ночь. В строительстве приняли активное участие жители Нагарии. В первые 10 лет существования мошава население занималось сельским хозяйством, сохраняя его рентабельность. В 1949 году получил статус местного совета, но в 2003 году был лишён данного статуса и включён в состав регионального совета Мате-Ашер. В 2008 году поселок отметил своё 80-летие. В мошаве имеется христианская община. Городом-побратимом Шавей-Циона является крупный немецкий город Штутгарт.

## Население
По данным Центрального статистического бюро Израиля, население на начало 2020 года составляло 1 205 человек.

## Экономика
Сельское хозяйство и туризм. Шавей-Цион находится в непосредственной близости от Средиземного моря, там расположены санатории и циммеры, популярные среди отдыхающих и приезжающих на лечение людей.

## Города-побратимы
- Штутгарт, Германия